# Supercupa Europei 2007
Supercupa Europei 2007 a fost un meci de fotbal jucat între echipa italienească A.C. Milan și cea spaniolă Sevilla. Meciu a fost câștigat de A.C. Milan cu scorul de 3-1. Primul gol a fost înscris de Renato în minutul 14, după aceea au urmat golurile lui AC Milan, care au fost marcate de Inzaghi  55', Jankulovski  62' și Kaká  87'.

## Detalii
| Milan                                | 3 – 1   | Sevilla    |
| ------------------------------------ | ------- | ---------- |
| Inzaghi 55' Jankulovski 62' Kaká 87' | Cronică | Renato 14' |

| Milan | Sevilla |

| MILAN:          |    |                   |    |     |
|                 |    |                   |    |     |
| GK              | 1  | Dida              |    |     |
| RB              | 44 | Massimo Oddo      |    |     |
| CB              | 4  | Kakha Kaladze     |    |     |
| CB              | 13 | Alessandro Nesta  |    |     |
| LB              | 18 | Marek Jankulovski |    |     |
| DM              | 23 | Massimo Ambrosini |    |     |
| CM              | 8  | Gennaro Gattuso   | 7' | 73' |
| CM              | 21 | Andrea Pirlo      |    |     |
| AM              | 10 | Clarence Seedorf  |    | 89' |
| SS              | 22 | Kaká              |    |     |
| CF              | 9  | Filippo Inzaghi   |    | 88' |
| Rezerve:        |    |                   |    |     |
| GK              | 16 | Zeljko Kalac      |    |     |
| DF              | 2  | Cafu              |    |     |
| DF              | 19 | Giuseppe Favalli  |    |     |
| DF              | 25 | Daniele Bonera    |    |     |
| MF              | 5  | Emerson           |    | 73' |
| MF              | 32 | Cristian Brocchi  |    | 89' |
| FW              | 11 | Alberto Gilardino |    | 88' |
| Antrenor:       |    |                   |    |     |
| Carlo Ancelotti |    |                   |    |     |

| SEVILLA:     |    |                     |     |     |
|              |    |                     |     |     |
| GK           | 1  | Andrés Palop        |     |     |
| RB           | 4  | Daniel Alves        |     |     |
| CB           | 8  | Christian Poulsen   | 70' |     |
| CB           | 14 | Julien Escudé       |     | 83' |
| LB           | 3  | Ivica Dragutinović  |     |     |
| RM           | 7  | Jesús Navas         |     |     |
| CM           | 18 | José Luis Martí     |     | 65' |
| CM           | 21 | Seydou Keita        |     |     |
| LM           | 5  | Duda                | 68' | 74' |
| SS           | 11 | Renato              |     |     |
| CF           | 12 | Frédéric Kanouté    |     |     |
| Rezerve:     |    |                     |     |     |
| GK           | 13 | Morgan De Sanctis   |     |     |
| DF           | 15 | Aquivaldo Mosquera  |     |     |
| MF           | 17 | Diego Capel         |     |     |
| MF           | 25 | Enzo Maresca        |     | 74' |
| FW           | 9  | Aleksandr Kerzhakov |     | 65' |
| FW           | 10 | Luís Fabiano        |     | 83' |
| FW           | 20 | Tom De Mul          |     |     |
| Antrenor:    |    |                     |     |     |
| Juande Ramos |    |                     |     |     |

| Omul meciului: Andrea Pirlo (Milan) Arbitrii asistenți: Egon Bereuter Markus Mayr Arbitru oficial: Fritz Stuchlik |

| Supercupa Europei 2007     |
| -------------------------- |
| Italia                     |
| AC Milan Al cincelea titlu |